# اتلتيكو باوليستانو (كرة سلة)
اتلتيكو باوليستانو هو فريق كرة سلة برازيلي تأسس في 29 ديسمبر 1900. يلعب في الدوري البرازيلي لكرة السلة.

## وصلات خارجية
- الموقع الإلكتروني